# Нитеройенсе
«Нитеройенсе» (порт.-браз. Niteroiense Futebol Clube) — бразильский футбольный клуб из города Нитерой, штат Рио-де-Жанейро. Основан 11 мая 1913 года как Nictheroyense Football Club. В начале XX века клуб был одним из ведущих в штате Флуминенсе.
В 1918 году команда выиграла чемпионат Флуминенсе.
В 1980 году клуб прекратил профессиональные выступления. В 2024 году был восстановлен на основе лицензии Clube Atlético Carioca, сразу выиграв Серию C Кампеонату Кариока и получив два повышения подряд до Серии B1.

## Достижения
- Кампеонату Кариока — Серия C: 2024
- Чемпионат Флуминенсе: 1918
- Кампеонату Нитерой: 1937